# Kun kódex

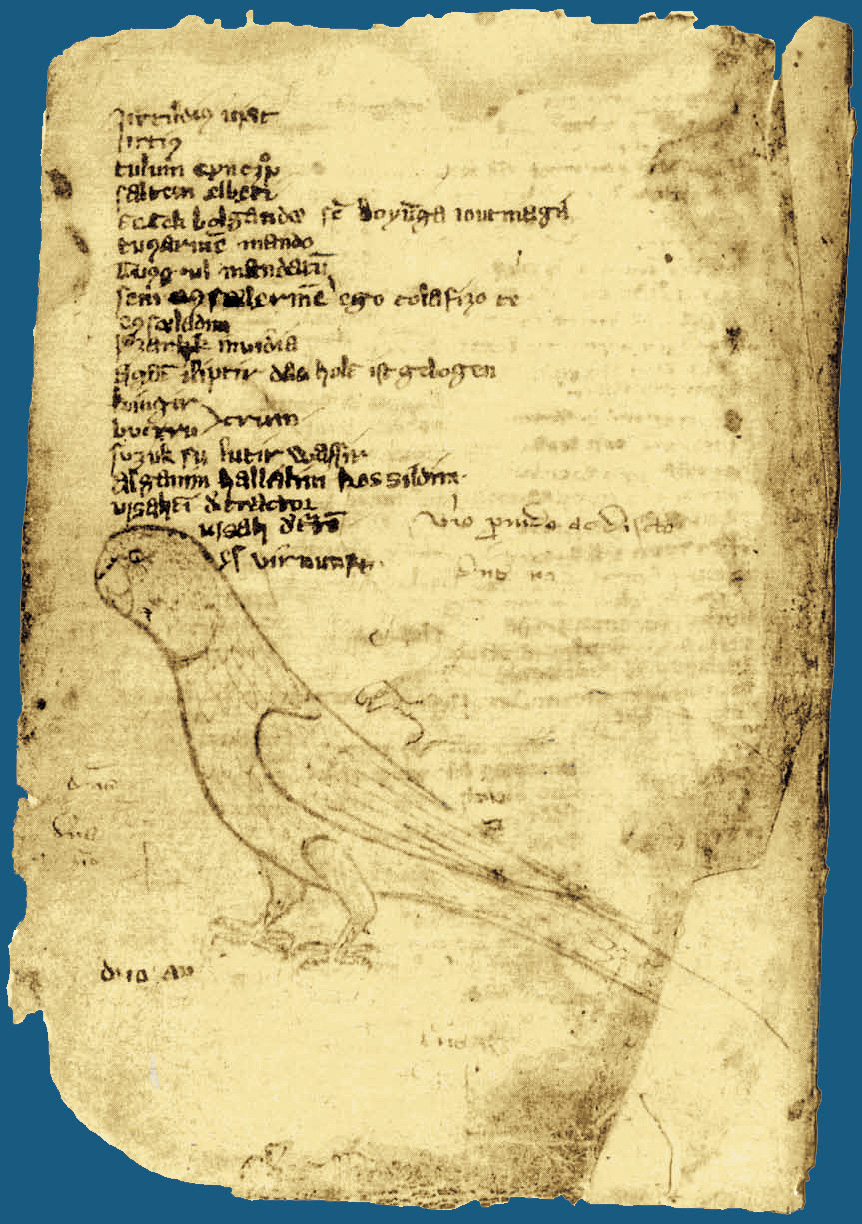
A Codex Cumanicus egy lapja

A Kun kódex (latinul Codex Cumanicus, vagy Petrarca-kódex) a magyarságba beolvadt kun nép, egyben a kipcsak-török népek irodalmának és nyelvének legrégibb és legjelentősebb nyelvemléke. Ma a velencei Marciana Könyvtárban őrzik. Nem tévesztendő össze a 17. század elején keletkezett Kuun Géza után elnevezett Kuun-kódexszel. Gróf Kuun Géza 1880-ban főleg latin latin és egyéb nyelveken írt egy könyvet, amit a Magyar Tudományos Akadémia kiadta Budapesten. A könyvben szerepel egy kun-latin szótár, majd egy perzsa-latin szótár és végül germán-latin szótár. A könyv címe Codex Cumanicus.

## Elnevezése és tartalma
A Kun kódex, latinul Codex Cumanicus állítólag Petrarca könyvtárából került a kéziratos mű Velencébe, s ezért nevezik Petrarca-kódexnek is. Gróf Teleki József titkára, a magyar Cornides Dániel 1769-ben kereste meg Velencében, és lemásolta annak első 22 lapját.  Ligeti Lajos orientalista és nyelvész szerint a Codex Cumanicus két, egymástól független könyvből keletkezett, az első része az úgynevezett „Tolmácsok Könyve” (1-110), a második része a „Hittérítők Könyve” (111-164.) Ligeti Lajoson kívül Kuun Géza nyelvész, Györffy György történész, Németh Gyula turkológos mellett számos nemzet nyelvésze is tanulmányozta a kódexet. A kutatások szerint az első része feltehetően olasz kereskedők számára készült háromnyelvű latin, perzsa, kun nyelvű szójegyzéket és nyelvtani alapismereteket tartalmaz. A második részben kun nyelvű glosszák, kun nyelvre lefordított egyházi szövegek és kun nyelven megfogalmazott találós kérdések szerepelnek.